# Avi Mizrachi
Avi Mizrachi (hebrejsky: אבי מזרחי, narozen 1957) je generál Izraelských obranných sil (IOS), který zastával v letech 2009 až 2012 pozici velitele centrálního velitelství IOS. Předtím působil od roku 2007 jako velitel Izraelských pozemních sil.

## Biografie
Narodil se v Haifě na severu Izraele a v roce 1975 nastoupil do izraelské armády, kde sloužil ve speciální jednotce Sajeret Golani. Později nastoupil k obrněným sborům, kde se postupně vypracoval do hodnosti brigádního generála. Poté působil jako zástupce pozemních sil při tréninkovém a výukovém centra americké armády (United States Army Training and Doctrine Command) a jako velitel několika útvarů.
V roce 2005 byl jmenován do čela logistického, zdravotnického a ústředního ředitelství a v letech 2007 až 2009 stál v čele izraelských pozemních sil. Od října 2009 je velitelem centrálního velitelství.

### Turecko-izraelský diplomatický incident
V únoru 2009 způsobil svým projevem na základně Gelilot diplomatický incident mezi Tureckem a Izraelem, když okomentoval kritické poznámky tureckého premiéra Recepa Tayyipa Erdoğana na adresu izraelské operace Lité olovo. Poznamenal, že Turecko nemá právo kritizovat Izrael za jeho činy, když má samo jednotky umístěné na Severním Kypru, utiskuje kurdskou menšinu a během první světové války masakrovalo Armény. Turecký ministr zahraničních věcí povolal izraelského velvyslance k vysvětlení těchto výroků, zatímco mluvčí izraelské armády vydal prohlášení, že Mizrachiho slova nereprezentují oficiální postoj izraelské armády.